# Bonn Park
Bonn Park (* 1987 in Berlin) ist ein deutscher Dramatiker, Regisseur und Filmemacher.

## Leben
Bonn Park wuchs in Berlin und Korea auf. Schon als Heranwachsender interessierte er sich für das Theater, machte mit beim P14-Jugendclub der Volksbühne am Rosa-Luxemburg-Platz.  Als er 2008 ein Studium der Slawistik an der Humboldt-Universität Berlin begann, machte er zur gleichen Zeit auch an der Volksbühne Berlin weiter, wo seine ersten Arbeiten als Regisseur und Autor entstanden, darunter SIMBA – Prinz von Dänemark.
Ab 2010 studierte Park Szenisches Schreiben an der Universität der Künste Berlin. Sein erstes bei einem Wettbewerb eingereichte Stück, Die Leiden Des Jungen SuperMario in 2D, bekam beim Heidelberger Stückemarkt 2011 den Innovationspreis. Für sein Stück Traurigkeit&Melancholie erhielt er 2014 den Else-Lasker-Schüler-Dramatikerpreis. Am Theater Bonn erlebte es am 11. Juni 2015 seine Uraufführung. Schon am 31. Mai ging eine 61-minütige Hörspielfassung des Deutschlandradios über den Sender.
Nach Werkaufträgen für das Berliner Theater an der Parkaue, und das „Autorenstudio“ des Schauspiel Frankfurt brachte Bonn Park sein eigenes Stück Das Knurren der Milchstrasse am Theater Bielefeld zur Uraufführung, das den Stückemarkt des Berliner Theatertreffens 2017 gewann.
2018 entwickelte und inszenierte er die Oper Drei Milliarden Schwestern an der Volksbühne Berlin und wurde dafür mit dem Friedrich-Luft-Preis 2018 und als Nachwuchsregisseur des Jahres 2019 des Fachmagazins Theater heute ausgezeichnet.
Im Jahr 2020 wurde sein Stück Das Deutschland für die Mülheimer Theatertage, die Autorentheatertage in Berlin und das Festival Radikal Jung nominiert, die alle aufgrund der COVID-19-Pandemie nicht stattfanden.
Parks Stücke sind in mehrere Sprachen, u. a. Französisch, Katalanisch, Rumänisch, Polnisch, Italienisch Chinesisch, Koreanisch, und Japanisch übersetzt und aufgeführt. Als Regisseur und Autor ist er international tätig und seine Arbeiten JUGOJUGOSLAWIJA sowie 사랑 II / LIEBE II waren zuletzt in Serbien bzw. Südkorea zu sehen.

## Werke
- Die Leiden Des Jungen SuperMario in 2D, Heidelberger Stückemarkt 2011.
- Johnny F. & Die unterste Schublade, Volksbühne am Rosa-Luxemburg-Platz 2012.
- Molière's HORNY, Volksbühne am Rosa-Luxemburg-Platz 2012.
- SIMBA – Prinz von Dänemark, Volksbühne am Rosa-Luxemburg-Platz 2013.
- Traurigkeit&Melancholie, Uraufführung 11. Juni 2015 am Theater Bonn.
  - Hörspielfassung von Traurigkeit & Melancholie, Komposition und Regie von Wittmann/zeitblom und Gina V. D’Orio, Deutschlandradio Kultur, Ursendung 31. Mai 2015.
- Flankufuroto, Uraufführung 12. Juni 2015 am Schauspiel Frankfurt.
- Toleranzig, Uraufführung 18. Juni 2015 am Schauspiel Chemnitz in Koorpartion mit dem Theater an der Parkaue Berlin.
- Wir Trauern Um Bonn Park, „Stück auf!“ 2016.
- Das Knurren der Milchstrasse, Uraufführung: 15. September 2017 am Theater Bielefeld.
- Drei Milliarden Schwestern, Oper, Uraufführung: 12. Oktober 2018 an der Volksbühne Berlin.
- DAS DEUTSCHLAND, Uraufführung: 15. Januar 2020 am ETA-Hoffmann-Theater Bamberg.
- JUGOJUGOSLAWIJA, Uraufführung: 20. November 2020 am Beogradsko Dramsko Pozoriste Belgrad.[21]
- 사랑 II / LIEBE II, Uraufführung: 23. Juni 2021 am National Theatre Company of Korea.[22]
- Gymnasium, Uraufführung: 17. Oktober 2021 am Münchner Volkstheater
- Alles ist aus, aber wir haben ja uns (Unterwasser), Uraufführung: 27. Januar 2023 am Münchner Volkstheater
- Keine Sorge (Religion), mit Musik von Ben Roessler, Uraufführung: 20. Oktober 2023 am Düsseldorfer Schauspielhaus

## Auszeichnungen
- Innovationspreis des Heidelberger Stückemarkts 2011 für Die Leiden Des Jungen SuperMario in 2D
- Stückepreis des Else-Lasker-Schüler-Dramatikerpreises 2015 für Traurigkeit & Melancholie
- Preis der Jugendjury der Autorentage des Theater Essen Stück Auf! 2016 mit Wir Trauern Um Bonn Park
- Nominiert für den Deutschen Jugendtheater-Preis 2016 mit Traurigkeit & Melancholie
- Gewinner des Werkauftrags des Theatertreffen Stückemarkts 2017 mit Das Knurren der Milchstrasse
- Inszenierung des Jahres 2018 der ZITTY Drei Milliarden Schwestern[23]
- Friedrich-Luft-Preis 2018 für Drei Milliarden Schwestern
- Nachwuchsregisseur des Jahres 2019, Theater heute
- Nominiert für Mülheimer Theatertage, Radikal jung, Autorentheatertage Berlin 2020 mit DAS DEUTSCHLAND.
- Anna-Seghers-Preis 2023[15]